# LeetCode
LeetCode é uma plataforma online para codificação de preparação para entrevistas. O serviço fornece codificação e problemas algorítmicos destinados aos usuários para praticar a codificação .  LeetCode ganhou popularidade entre quem procura emprego e entusiastas de codificação como um recurso para entrevistas técnicas e competições de codificação. 

## Recursos
LeetCode oferece opções de acesso gratuito e premium. Enquanto os usuários gratuitos têm acesso a um número limitado de perguntas, os usuários premium ganham acesso a perguntas adicionais usadas anteriormente em entrevistas em grandes empresas de tecnologia.  O desempenho das soluções dos usuários é avaliado com base na velocidade de resposta e na eficiência da solução, e é classificado em relação a outros envios no banco de dados LeetCode. 
Além disso, LeetCode oferece a seus usuários entrevistas simuladas e avaliações online. LeetCode hospeda concursos semanais e quinzenais, cada um com 4 problemas.  Depois de participar de um concurso pela primeira vez, você receberá uma classificação, que pode ser encontrada no perfil.  LeetCode também oferece aos seus usuários desafios diários, seguindo o UTC, com um sorteio no final de cada mês para aqueles que permaneceram consistentes durante o mês. 
LeetCode oferece suporte a várias linguagens de programação, incluindo Java , Python , JavaScript e C.  A plataforma apresenta fóruns onde os usuários podem participar de discussões relacionadas aos problemas, ao processo de entrevista e compartilhar suas experiências de entrevista. 

## Tipos de problemas
Cada pergunta no LeetCode possui uma categoria ou tag específica. Algumas das tags mais comuns incluem: matrizes , strings , dois ponteiros , pilhas , pesquisa binária , janelas deslizantes, listas vinculadas , árvores , tentativas , retrocesso , heaps , filas de prioridade , gráficos , pesquisa em largura , pesquisa em profundidade , dinâmica programação , algoritmos gananciosos , manipulação de bits , problemas de banco de dados e matemática.  [ melhor fonte necessária ] No total, LeetCode oferece 3.045 perguntas em seus três níveis de dificuldade; com 771 questões categorizadas como fáceis, 1.599 como médias e 675 como difíceis.  [ fonte melhor necessária ]

## História
LeetCode foi fundada no Vale do Silício em 2015 por Winston Tang.  [ contraditório ]
LeetCode expandiu suas operações para a China em 2018.  Em 2021, LeetCode garantiu sua primeira rodada de financiamento, recebendo um investimento de US$ 10 milhões da Lightspeed China Partners . 